# Antaresia maculosa
Espèce
Synonymes
- Liasis maculosus Peters, 1873
- Antaresia maculosus (Peters, 1873)

Statut CITES
Le Python tacheté (Antaresia maculosa) est une espèce de serpents de la famille des Pythonidae.

## Répartition
Cette espèce se rencontre :
- en Australie, dans l'Est du Queensland et en Nouvelle-Galles du Sud ;
- dans le sud de la Papouasie-Nouvelle-Guinée.

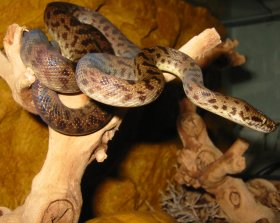

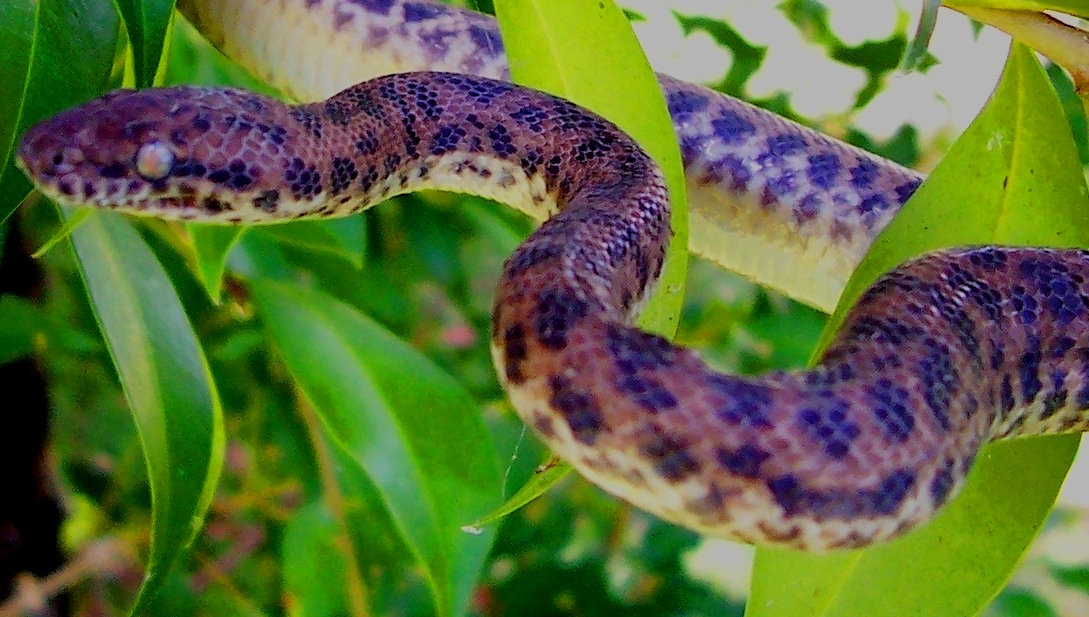

## Description
Adulte, il mesure de 100 cm à 170 cm pour les plus grands (faisant partie des espèces les plus petites d'Australie) et peut vivre 15 ans. C'est un serpent constricteur ovipare. Les couleurs de ce serpent varient de crème à marron jaunatre, occasionellement teinté de rouge avec un patron dorsale brun chocolat à marron pourpre et est constitué de tache aux bords irréguliers.

## Habitat
Il est surtout terrestre et il vit sur les zones rocailleuses.

## Publication originale
- Peters, 1873 : Über eine neue Schildkrötenart, Cinosternon effeldtii und einige andere neue oder weniger bekannte Amphibien. Monatsberichte der Königlich Preussischen Akademie der Wissenschaften zu Berlin, vol. 1873, p. 603-618 (texte intégral).